# Acanthephippium javanicum
Acanthephippium javanicum är en orkidéart som beskrevs av Carl Ludwig von Blume. Acanthephippium javanicum ingår i släktet Acanthephippium och familjen orkidéer. Inga underarter finns listade i Catalogue of Life.

## Bildgalleri

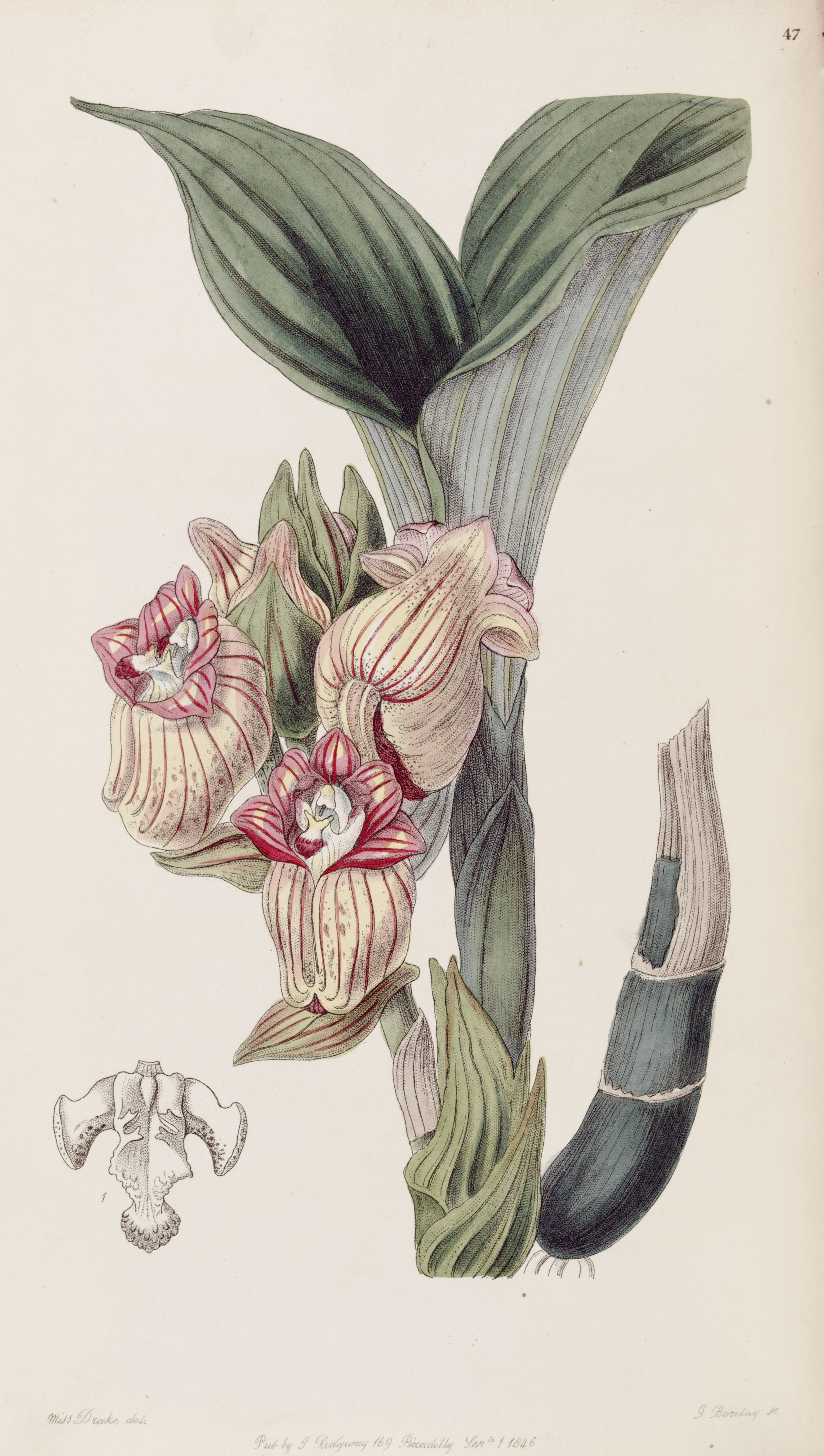